# Nanostrangalia melanopus
Nanostrangalia melanopus là một loài bọ cánh cứng trong họ Cerambycidae.